# Barnettozyma vustinii
Barnettozyma vustinii är en svampart som beskrevs av Yurkov, A.M. Schäfer & Begerow 2010. Barnettozyma vustinii ingår i släktet Barnettozyma, ordningen Saccharomycetales, klassen Saccharomycetes, divisionen sporsäcksvampar och riket svampar.   Inga underarter finns listade i Catalogue of Life.